# Голяма-Желязна
Голяма-Желязна (болг. Голяма Желязна) — село в Болгарии. Находится в Ловечской области, входит в общину Троян. Население составляет 612 человек.

## Политическая ситуация
В местном кметстве Голяма-Желязна, в состав которого входит Голяма-Желязна, должность кмета (старосты) исполняет Иван Кирилов Христов (Болгарская социалистическая партия (БСП)) по результатам выборов.
Кмет (мэр) общины Троян — Минко Цочев Акимов (Граждане за европейское развитие Болгарии (ГЕРБ)) по результатам выборов.